# Nathy Peluso
Natalia Peluso (Luján, 12 de enero de 1995), conocida artísticamente como Nathy Peluso, es una cantante, compositora y bailarina. Nacida en Argentina y criada en España, se interesó por las artes escénicas a una edad temprana, interpretando versiones de canciones en bares musicales en su adolescencia. Después se mudó a Barcelona para seguir una carrera profesional en la música, con sus primeros lanzamientos Esmeralda (2017) y La sandunguera (2018) realizados de forma independiente.

## Biografía
Nathy Peluso nació el 12 de enero de 1995 en la ciudad de Luján, Provincia de Buenos Aires.
Fue la primera hija del matrimonio conformado por Hernán Peluso, un psicólogo, y su madre, una profesora de inglés.
Tiene una hermana menor llamada Sofía Peluso, nacida en 2000, quien es rapera y es conocida por el nombre artístico de Sofía Gabanna. Posee ascendencia italiana. Vivió en la ciudad de Luján, y al poco tiempo se trasladó a la ciudad de Buenos Aires, donde vivió hasta los 9 años en el barrio de Saavedra.
En 2004, debido a la crisis económica en Argentina su familia decidió emigrar a España. Residió inicialmente en Torrevieja, Alicante y, más tarde, se trasladó a Murcia, donde inició estudios universitarios de comunicación audiovisual, que pronto abandonaría. Más adelante decidió trasladarse a Madrid y estudiar teatro físico en la Universidad Rey Juan Carlos, para especializarse en pedagogía de las artes visuales y la danza.  Al llegar a Madrid, trabajó en hostelería, en cadenas de producción, así como en tiendas de ropa.
Tras abandonar sus estudios se mudó a Barcelona, donde actualmente reside. En 2017 comenzó a dedicarse por completo a la música con el lanzamiento de su primer recopilatorio, Esmeralda.

## Carrera musical

### Inicios musicales
A los dieciséis años empezó a actuar en hoteles y restaurantes de Torrevieja interpretando principalmente temas clásicos de Frank Sinatra, Etta James o Nina Simone. Siendo adolescente comenzó a subir versiones a su canal de YouTube. Cuando estudiaba teatro hacía bases electrónicas con amigos, en las que grabaron e hicieron vídeos que empezaron a hacerse conocidos.
Su raíz es la música negra, no solo con estilos como el blues, el jazz, el funk o el soul, sino también músicas más tradicionales como los ritmos africanos o un simple bombo clap. Al estudiar teatro con profesores y estudiantes de Cuba, República Dominicana y Colombia, se apropió del vocabulario y acentos de esos países que se ven reflejados en sus canciones, debido a su sonoridad.

### 2017-2019:EsmeraldayLa sandunguera

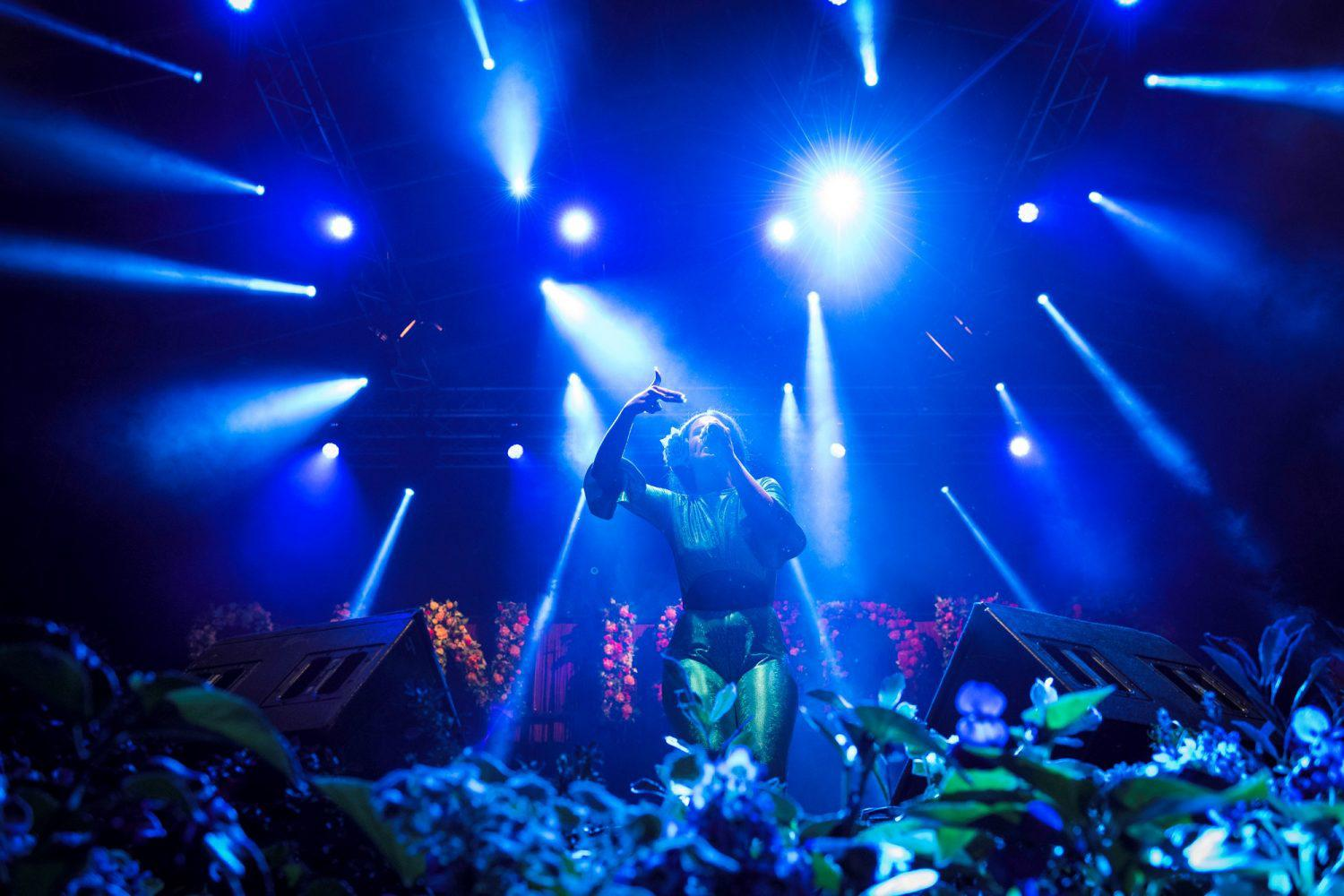
Peluso en un concierto en 2018.

En 2017 edita su primer recopilatorio Esmeralda y compone la canción «Corashe». Tras el lanzamiento de La sandunguera (2018), EP compuesto de seis canciones, actuó en festivales como Bilbao BBK Live 2018, Sonorama 2018, Sónar 2018 o FIB 2018 completando una gira de más de 100 concierto por Europa, España y Latinoamérica. En gran parte de estas actuaciones ha contado con el acompañamiento de su banda Big Menu.
En 2019, fue nominada en los Premios Música Independiente (MIN) por canción del año y mejor videoclip por «La sandunguera». El 30 de abril de 2019 anunció el lanzamiento de su primer libro Deja que te combata, una recopilación de sus reflexiones, proyectos e historias. Al mismo tiempo lanza «Natikillah». Ese mismo año, se presentó en festivales como el Primavera Sound y recibir el premio Discovery Artist en la Latin Alternative Music Conference (LAMC) de Nueva York. En diciembre de ese año, firma con la filial española de Sony Music y lanza el sencillo «Copa Glasé», un homenaje a las canciones navideñas de Nina Simone o las Big Bands de jazz.

### 2020-2023:Calambre
En 2020 lanzó el primer sencillo adelanto de su próximo álbum, «Business Woman». Le sucede una colaboración con Rels B, «No se perdona», y el sencillo, «Buenos Aires», que retrata el espejismo vivido durante el confinamiento del año 2020. Este segundo sencillo fue grabado en La Diosa Salvaje, el estudio de la leyenda argentina Luis Alberto Spinetta, y producido por Rafa Arcaute, ganador de varios premios Latin Grammy. En julio, obtuvo su primera nominación en los Premios Gardel, en la categoría mejor nuevo artista. También obtuvo dos nominaciones a los Latin Grammy a mejor artista nuevo y a mejor canción alternativa por «Buenos Aires». En septiembre, presentó con un video en YouTube un nuevo tema, «Sana sana», que integraría su primer disco de estudio. En octubre, publicó su disco debut Calambre. El álbum incluye una variada fusión de sonidos hip hop, trap, R&b, reguetón, salsa y tango.
En noviembre de 2020, se presentó en la premiación de los Latin Grammys interpretando la canción «Buenos Aires» acompañada por el cantautor argentino Fito Páez. El 27 del mismo mes, se unió con el productor musical argentino Bizarrap en su Music Sessions. La canción logró debutar al Argentina Hot 100 de Billboard en #90 posición, logrando el primer ingreso a la lista oficial por parte de la cantante. Al mes de su lanzamiento, el track alcanzó el puesto #74 en el ranking global de Spotify y fue galardonado recibiendo una certificación de oro en España. Luego fue certificado triple platino por 120 000 copias vendidas en el país.
En enero de 2021, Peluso recibió una nominación en Premios Lo Nuestro como artista relevación femenino. En el mismo mes, la cantante publicó un nuevo sencillo, «Delito», acompañado de un video donde muestra desde cerca la historia de una relación intoxicada, cruzada por el deseo y la pasión. En febrero, recibió dos nominaciones a mejor álbum urbano por Calambre y mejor artista revelación urbano en los Premios Odeón. Participó del evento de Samsung en la presentación de un nuevo producto, junto a Bizarrap, encargados de musicalizar el evento, conducido por Santiago del Moro. Ese mismo mes, tras el éxito de su primera presentación en COLORS se presentó interpretando «Puro veneno», canción que forma parte de su último álbum. En marzo, también se presentó en la entrega de Premios Goya interpretando a «La Violetera», canción conocida popularmente por Sara Montiel, acompañada de la Orquesta Sinfónica de Málaga en homenaje a la banda sonora de la película de Luis César Amadori.
En abril, Peluso participó en el festival virtual South by Southwest 2021, que se realiza todos los años en la ciudad de Austin (Texas); donde interpretó «Delito» y «Buenos Aires». Ese mismo mes participó, por la iniciativa de la asociación "La Carbonería Siglo XXI" de España impulsada por los principales sellos discográficos del mismo país en apoyo al sector de la música, en la nueva versión de «Himno a la alegría», canción original de Ludwig van Beethoven y Waldo de los Ríos, junto a Aitana, Lali Espósito, David Bisbal, Pablo Alborán y Andrés Calamaro, entre otros cantantes, y el guitarrista Brian May, exintegrante de Queen. El video también contó con la participación de varias figuras del deporte como Lionel Messi, Rafael Nadal, Marc Márquez y Diego Simeone, entre otros. Ese mismo mes, la cantante anunció el comienzo de la gira de su primer álbum de estudio, Calambre Tour. Al mes siguiente, Peluso recibió nueve nominaciones en los premios Carlos Gardel, siendo la artista más nominada de la edición.
En junio recibió una certificación de doble platino en España por el sencillo «Delito», luego de brindar uno de sus shows previstos en el país. En julio, Peluso publicó un nuevo sencillo titulado «Mafiosa». En la 23ª entrega anual de los Premios Gardel, ganó cuatro galardones en las categorías de mejor álbum pop alternativo y mejor nuevo artista por Calambre, mejor álbum/canción de música urbana/trap por «Nathy Peluso: Bzrp Music Sessions, Vol. 36» junto a Bizarrap, y grabación del año por «Buenos Aires». En agosto protagonizó un mini documental de Spotify, donde compartió recuerdos de su infancia junto a su familia, el detrás de escenas de sus shows, y relata su inclinación por fusionar diferentes sonidos y géneros en su música. Al mes siguiente, publicó la versión acústica de «Mafiosa» junto a una versión de «La despedida», canción de Daddy Yankee, con mezcla de hip-hop y pop; como parte de sus grabaciones inaugurales de Spotify Singles, el programa que le da a los artistas la oportunidad de grabar nuevas versiones de sus propias canciones y las canciones de los colegas. También recibió una nominación en los Premios Quiero. En el 2021 estuvo presente en el comeback al español de Christina Aguilera con el tema Pa’ mis muchachas junto a Becky G y Nicki Nicole, el cual obtuvo múltiples nominaciones al Latin Grammy en las principales categorías como Grabación y Canción del Año.

### 2024-presente:Grasa
El 24 de mayo de 2024 lanzó Grasa, su segundo álbum de estudio. El proyecto contó con dieciséis temas inéditos, donde cinco de ellos fueron acompañados de colaboraciones con Ca7riel y Paco Amoroso, C. Tangana, Duki, Lua de Santana y Blood Orange.
El álbum está compuesto por 16 pistas, todas compuestas y coproducidas por Nathy Peluso en colaboración con Manuel Lara, pablopablo, Benjamin Alerhand, Didi Gutman, Devonté Hynes, Servando Primera, Yasmil Marrufo, Casta y Rafa Arcaute. El título "GRASA" fue elegido por Peluso debido a sus múltiples significados y asociaciones personales. Para ella, la palabra representa "algo rudo, algo fuerte", simbolizando a las personas trabajadoras. Además, en Argentina, "grasa" es una jerga que se asocia con lo vulgar. 
En cuanto a la recepción crítica, el periódico británico The Guardian otorgó al álbum cuatro de cinco estrellas, destacando la capacidad de Peluso para moverse entre "una explosión desafiante, anhelo acústico y una lujosa salsa" en su segundo álbum ecléctico. 
Para promocionar "GRASA", Nathy Peluso lanzó el sencillo "Aprender a Amar" el 17 de mayo de 2024. Además, presentó un "music film" que acompaña al álbum, compuesto por videoclips para cada canción, todos dirigidos por Agustín Puente y producidos por The Movement by Landia. El film fue grabado en un set que simula un apartamento teatral, decorado con paredes blancas, muebles rojos y negros, y una alfombra azul brillante. También incluye escenas de Peluso en una celda de prisión. 
En una entrevista con la revista Elle, Nathy Peluso reveló que desechó un álbum completo titulado "Grasa" porque no reflejaba los sentimientos y la música que deseaba transmitir. Este proceso creativo duró aproximadamente cuatro años y le permitió reencontrarse con sus raíces y explorar géneros como el bolero, la balada y el folk latino. 
LOS40

## Discografía
| Álbumes de estudio - 2020: Calambre - 2024: Grasa | Extended play - 2018: La sandunguera |

## Giras musicales
Giras
- La sandunguera Tour (2018)[64][65]
- Calambre Tour (2021-2022)
- Grasa Tour (2024-2025)

## Libros
- Deja que te combata. Planeta. 2019. ISBN 9789507302299.

## Reconocimientos y logros
A lo largo de su carrera, Peluso ha obtenido diversos reconocimientos. Desde sus inicios en la música, ha sido nominada en dos oportunidades a los Premios Grammy, ambas en la categoría mejor álbum alternativo o rock latino. Por otro lado, en los Premios Grammy Latinos ha recibido catorce nominaciones, de las cuales ha ganado en cinco ocasiones, destacando su victoria por su álbum Calambre en la categoría mejor álbum de música alternativa. Asimismo, Peluso ha ganado un Premio Odeón. En los Premios Carlos Gardel ha conseguido alzarse con seis galardones, lo que la convierten en la cuarta artista femenina con más victorias.
Peluso ha aparecido en varias listas de poder. La revista Forbes la incluyó en su lista anual de los 100 más creativos en el mundo de los negocios en 2022 y 2024.